# Хуань-шу (удел Цюй-во, эпоха Чуньцю)
Цюйвоский Хуань-шу (曲沃桓叔; 800-е годы до н. э. — 731 год до н. э.) — правитель удела Цюй-во в эпоху Чуньцю по имени Цзи Чэн-ши (姬成師). Младший сын цзиньского Му-хоу, младший брат цзиньского Вэнь-хоу, дядя цзиньского Чжао-хоу. Последний, будучи у власти, выделил ему удел Цюй-во (745 до н. э.), обладавший значительной территорией и столица которого была крупней столицы царства Цзинь. Сложилась ситуация нестабильности, когда внутри царства Цзинь фактически появилось еще одно государство.
После того, как Чжао-хоу был убит, Хуань-шу попытался занять престол царства Цзинь, но, в результате сопротивления населения, царство наследовал сын Чжао-хоу — Сяо-хоу.
После смерти Хуань-шу удел наследовал его сын Чжуан-бо.